# Araneus rarus
Araneus rarus är en spindelart som först beskrevs av Eugen von Keyserling 1887.  Araneus rarus ingår i släktet Araneus och familjen hjulspindlar. Inga underarter finns listade i Catalogue of Life.